# 成都平原
成都平原（せいとへいげん、チェンドゥへいげん、簡体字中国語: 成都平原、拼音: Chéngdū Píngyuán）、別名川西平原は、中華人民共和国の西南部にある平原。
四川方言では「川西垻子」と呼ばれる。

## 概要
成都平原は四川盆地の西部にあたり、四川省の中央部に位置する。
成都平原は、北は岷山山脈や九頂山脈が迫る綿陽市まで、南は長江北岸の楽山市まで広がり、東は四川盆地の中央を南北に走る竜泉山脈によって区切られ、西は成都市西部の崇州市にある広袤平原にまで至る。
成都市のうち金堂県・蒲江県・竜泉駅区を除く16県市区、徳陽市の旌陽区・広漢市・什邡市・綿竹市、綿陽市の遊仙区・涪城区・安州区・江油市、楽山市の市中区・夾江県、眉山市の東坡区・彭山区など29の県市区にまたがり、総面積は22,900平方キロメートルに及ぶ。
平原のうち、成都市を中心とした一帯は、都江堰市で山岳部から出る岷江が形成する扇状地であり、この扇状地の面積は約6,000平方キロメートルにわたる。
気候は亜熱帯に属し、土壌は紫色土を主とし、主要な農産物は水稲。

## 天府の国
成都平原は「天府之国」の異名を持つ豊かな地である。諸葛亮は益州（四川盆地、漢中盆地）を評して、天然の要害で土壌も豊かな天府の地であり漢の劉邦の帝業の基礎となったと述べている（『三国志』諸葛亮伝に曰く、「益州険塞、沃野千里、天府之土、高祖因之以成帝業」）。都江堰市より下流では、戦国時代に作られた水利施設の都江堰により岷江などの川の水で灌漑されており、都江堰建設により平原では水害も旱魃もなく、古代以来の中国で最も豊かな農業地帯となった。
座標: 北緯30度28.1分 東経103度53.9分 / 北緯30.4683度 東経103.8983度